# Lars "Knatten" Olsson
Lars "Knatten" Olsson, född 9 november 1947, är en svensk tidigare bandyspelare. Han var framgångsrik målskytt i Sandvikens AIK under 1970- och 1980-talen. Han spelade 404 matcher och gjorde 598 mål under 20 säsonger. Han vann skytteligan fem gånger. Nummer 10 är undanlagt i Sandvikens AIK för att hedra honom.
För Sverige spelade Olsson 46 landskamper.
Lars Olsson växte upp vid anrika Norra IP i Sandviken.